# Časopis Národního muzea
Časopis Národního muzea (dříve znám též jako Muzejník, původním názvem Časopis Společnosti Wlastenského Museum w Čechách), je nejstarší český stále vycházející vědecký časopis. V současnosti vychází jako čtvrtletník (dvakrát do roka jako dvojčíslo) a dělí se na dvě řady, historickou zaměřenou na českou historii a přírodovědnou zaměřenou na přírodní vědy, která se osamostatnila v roce 1914 a vychází anglicky (Journal of the National Museum (Prague)).

## Historie
Časopis byl založen historikem Františkem Palackým v roce 1827 při společnosti Vlasteneckého musea v Čechách, dnešního Národního muzea. Název časopisu se postupně vyvíjel spolu s názvem Národního muzea (Časopis společnosti vlastenského Museum v Čechách,  poté od roku 1831 Časopis Českého museum, od roku 1854 Časopis Českého musea a v témže roce Časopis Musea království Českého a konečně od roku 1923 Časopis Národního musea). 
Do roku 1940 časopis vycházel nerozdělený na řady, dále má dvě řady A- oddíl věd společenských (později změněn na řadu historickou) a B- oddíl věd přírodních (změněn na řadu přírodovědnou). Od roku 1965 se jeho titul upravil podle nových pravidel českého pravopisu na Časopis Národního muzea.
Přírodovědný časopis Živa vycházel v prvních deseti ročnících jako jeho příloha.

## Redakce
Ve vedení redakce stáli František Palacký, po něm od roku 1837 Pavel Josef Šafařík do roku 1842, Jan Erazim Vocel do roku 1850, přičemž na část roku 1848 ho vystřídal Josef Jireček, Václav Bolemír Nebeský do roku 1861, Antonín Jaroslav Vrťátko do roku 1864, Jan Lepař, Jan Krejčí a Vojtěch Šafařík společně roku 1865, načež Jan Lepař sám do roku 1870, Josef Emler do roku 1890, poté Antonín Truhlář, Václav Schulz, František Kvapil, Čeněk Zíbrt, Jan Máchal, Cyril Purkyně a další.

## Současnost
V současnosti sídlí redakce historické řady v budově Archivu Národního muzea v Praze 7, Na zátorách 6 a vedoucí redaktorkou je od roku 2011 Klára Woitschová (do roku 1985 Dagmar Stará a v letech 1986-2010 Jaroslav Čechura). Pro přírodovědnou řadu to je Jiří Mlíkovský.
Řada historická má přiřazené ISSN 1214-0627 a přírodovědná ISSN 1802-6842 pro tištěné a ISSN 1802-6850 pro elektronické vydání.

### Digitalizace
Časopis je až do roku 2009 kompletně digitalizovaný a přístupný on line, ovšem ne vždy zdarma.
- Google books
- HathiTrust Digital Library
- Internet Archiv
- Nejstarší ročníky: Digitale Bibliothek München nebo Austrian Books Online (=Österreichiosche Nationalbibliothek Wien)
- Knihovna Národního muzea: ročníky 1827–1922 (bez r. 1831), většina v Digitální knihovně (chybí 1886-1916!).
- EBSCOhost Historical Abstracts with Full Text – excerpované články: jen pro čtenáře Národní knihovny ČR prezenčně v jejích počítačích
- Digitálním repozitář Univerzity Karlovy - digitalizované věcné a jmenné rejstříky